# Proloricaria prolixa
Proloricaria prolixa és una espècie de peix pertanyent a la família dels loricàrids i l'única del gènere Proloricaria.
Pot arribar a fer 35 cm de llargària màxima.
Es nodreix del perífiton que creix damunt del fons rocallós dels rius.
És un peix d'aigua dolça, demersal i de clima tropical.
Es troba a Sud-amèrica: conca superior del riu Paranà.
És inofensiu per als humans.